# Прудянское водохранилище
Прудянское водохранилище — небольшое русловое водохранилище на левом притоке реки Лопань. Расположено в Дергачевском районе Харьковской области, у посёлка городского типа Прудянка. Водохранилище построено в 1984 году по проекту института «Харкивдипроводгосп». Назначение — орошение, рыборазведение. Вид регулирования — сезонное.

## Основные параметры водохранилища
- Нормальный подпорный уровень — 141,16 м;
- Форсированный подпорный уровень — 141,81 м;
- Полный объем — 750000 м³;
- Полезный объем — 725000 м³;
- Длина — 1,2 км;
- Средняя ширина — 0,133 км;
- Максимальные ширина — 0,350 км;
- Средняя глубина — 2,38 м;
- Максимальная глубина — 5,20 м.

## Основные гидрологические характеристики
- Площадь водосборного бассейна — 30,6 км².
- Максимальный расход воды 1 % обеспеченности — 25,3 м³/с.

## Состав гидротехнических сооружений
- Глухая земляная плотина длиной — 258 м, высотой — 4,24 м, шириной — 8 м. Заделка верхового откоса — 1:10, низового откоса — 1:4.
- Шахтный водосброс из монолитного железобетона размерами 9×5 м, высотой — 4,35 м.
- Водоотводная труба квадратного сечения 3(2,3×2,6) м.
- Рекомендуемый водовыпуск из стальной трубы диаметром 600 мм, оборудована задвижкой.

## Использование водохранилища
Водохранилище используется для нужд рыборазведения.